# 蓮田太二
蓮田 太二（はすだ たいじ、1936年〈昭和11年〉1月23日 - 2020年〈令和2年〉10月25日）は、日本の産婦人科医、医学博士。慈恵病院で病院長を務め、親が育てられない赤ちゃんを匿名で受け入れる日本国内唯一の施設（2020年現在）である「こうのとりのゆりかご」を創設したことで知られる。蓮田善明の二男。

## 生涯
台湾の台中商業学校教師として赴任していた国文学者蓮田善明の次男として、 台中市村上町（現西区）で誕生。熊本県立済々黌高等学校で学び、1962年に熊本大学医学部を卒業。
熊本大学産婦人科教室の研究員を経て、1969年（昭和44年）2月からカトリック教会のマリアの宣教者フランシスコ修道会によって設立された社会福祉法人聖母会・琵琶崎聖母慈恵病院に勤務。シスターらの献身的な医療に共感して病院にとどまり
1978年（昭和53年）4月、近代的医療の展開を目指した修道会からの経営移管に伴い、医療法人聖粒会慈恵病院を実兄蓮田晶一と共に設立して理事長に就任。その後、1979年（昭和54）年6月に副院長に就任し、2011年（平成23年）7月に院長に就任。
1998年（平成10年）に62歳で受洗し、カトリック島崎教会信徒となる。洗礼名は「アッシジのフランシスコ」。受洗のきっかけは、出産後に大量出血で危機的な状況になった妊婦の家族からの手術了承を待てず「神さま、助けてください」と祈りながら手術した結果、妊婦は命を取り留め、「医学では計り知れないものに助けてもらった」と謙虚になることを学んだことであった。 
2002年（平成19年）には妊娠相談と特別養子縁組を始め、2007年5月から24時間365日フリーダイヤル体制となる。2018年時点で妊娠相談は年間6,500件を超え、特別養子縁組の数は約300組に達した。
2003年頃、ドイツのベビークラッペ（赤ちゃんの寝床）を視察。本人によれば、日本での児童虐待や子殺しの増加に対して非常な憤りや悲しみなど諸々の感情を抱いていたものの、遺棄幇助罪の法律があるため当初は導入を考えていなかったという。その後、熊本で3人の赤ちゃんが遺棄され2人が亡くなったのを知り「何と批判されようが、生まれてきた命は守る」との思いで「こうのとりのゆりかご」導入へと進んだ。2007年（平成19年）4月に許可を取得し、5月から運用を開始。
2018年（平成29年）4月14-15日、ベビーボックスの取り組みと内密出産について、アメリカ、中国、ドイツ、インド、韓国、ラトビア、ポーランド、南アフリカ、ロシア、スイス、日本の合計11か国からの報告・講演が行われた、第14回アジアヘルスプロモーション会議の会長を務めた。同年ヘルシー・ソサエティ賞受賞。2019年（平成30年）には「内密出産」の仕組みを日本で初めて導入。
晩年は糖尿病による闘病生活を送り、週に3回の人工透析を受けていた。2017年（平成29年）時点では敗血症で片足を切断し車椅子で生活していた。
2020年（令和2年）10月25日、急性心筋梗塞により熊本市西区の病院で死去。享年84歳。

## 著作
- 『ゆりかごにそっと―熊本慈恵病院「こうのとりのゆりかご」に託された母と子の命』方丈社、2018年11月5日。ISBN：978-4-908925-39-9